# العلاقات الجزائرية البوليفية
العلاقات الجزائرية البوليفية هي العلاقات الثنائية التي تجمع بين الجزائر وبوليفيا.

## مقارنة بين البلدين
هذه مقارنة عامة ومرجعية للدولتين:
| وجه المقارنة                                              | الجزائر                      | بوليفيا                                          |
| --------------------------------------------------------- | ---------------------------- | ------------------------------------------------ |
| المساحة (كم2)                                             | 2.38 مليون                   | 1.10 مليون                                       |
| عدد السكان (نسمة)                                         | 38.81 مليون                  | 11.05 مليون                                      |
| الكثافة السكانية (ن./كم²)                                 | 16.31                        | 10.05                                            |
| العاصمة                                                   | الجزائر                      | سوكري، لاباز                                     |
| اللغة الرسمية                                             | اللغة العربية، لغات أمازيغية | اللغة الإسبانية، اللغة الأيمرية، كتشوا، غوارانية |
| العملة                                                    | دينار جزائري                 | بوليفاريو بوليفي                                 |
| الناتج المحلي الإجمالي (بليون دولار)                      | 170.37 مليار                 | 37.51 مليار                                      |
| الناتج المحلي الإجمالي (تعادل القوة الشرائية) بليون دولار | 582.63 مليار                 | 74.58 مليار                                      |
| الناتج المحلي الإجمالي الاسمي للفرد دولار أمريكي          | 4.21 ألف                     | 3.08 ألف                                         |
| الناتج المحلي الإجمالي للفرد دولار أمريكي                 | 14.19 ألف                    | 6.63 ألف                                         |
| مؤشر التنمية البشرية                                      | 0.745                        | 0.662                                            |
| رمز المكالمات الدولي                                      | +213                         | +591                                             |
| رمز الإنترنت                                              | .dz                          | .bo                                              |
| المنطقة الزمنية                                           | ت ع م+01:00                  | 00                                               |

## منظمات دولية مشتركة
يشترك البلدان في عضوية مجموعة من المنظمات الدولية، منها:
| علم المنظمة | اسم المنظمة                        | تاريخ انضمام الجزائر | تاريخ انضمام بوليفيا |
| ----------- | ---------------------------------- | -------------------- | -------------------- |
|             | الاتحاد البريدي العالمي            | ?                    | ?                    |
|             | مؤسسة التنمية الدولية              | 26 سبتمبر 1963       | 21 يونيو 1961        |
|             | منظمة حظر الأسلحة الكيميائية       | ?                    | ?                    |
|             | منظمة التجارة العالمية             | ?                    | 12 سبتمبر 1995       |
|             | الأمم المتحدة                      | 8 أكتوبر 1962        | 14 نوفمبر 1945       |
|             | وكالة ضمان الاستثمار متعدد الأطراف | 4 يونيو 1996         | 3 أكتوبر 1991        |
|             | منظمة الشرطة الجنائية الدولية      | ?                    | ?                    |
|             | مؤسسة التمويل الدولية              | 23 سبتمبر 1990       | 20 يوليو 1956        |
|             | الاتحاد الدولي للاتصالات           | 3 مايو 1963          | 1 يونيو 1907         |
|             | البنك الدولي للإنشاء والتعمير      | 26 سبتمبر 1963       | 27 ديسمبر 1945       |
|             | يونسكو                             | 15 أكتوبر 1962       | 13 نوفمبر 1946       |

## وصلات خارجية
- موقع وزارة الخارجية الجزائرية
- موقع وزارة الخارجية البوليفية